# ナカウラ
株式会社ナカウラ（英: NAKAURA CO., LTD.）は、かつて東京・秋葉原を中心に店舗を展開していた家電量販店である。
2005年10月1日にラオックスに吸収合併され、解散した。

## 概要
秋葉原電気街の創成期1947年に中浦商店として創業。1954年に株式会社中浦電気商会を設立、1988年に株式会社ナカウラに社名が改称された。チョウチンアンコウのマークでも知られ、長らく秋葉原の家電量販店群の一角を成していた。
1990年代以降のバブル経済崩壊後、郊外で展開する家電量販店との競争激化に伴う秋葉原電気街の競争力低下で経営が悪化。1989年にはレストランとの複合店を秋葉原以外の地域へ展開するなど、多角化を目指した試みが行われた。
1998年に秋葉原を本拠とする同業大手のラオックスがナカウラを完全子会社化。2005年にはヨドバシAkiba開店に伴うラオックスの秋葉原での事業再編の一環としてラオックスに吸収合併され、法人としてのナカウラは解散した。その後、ラオックスの店舗再編により、ナカウラ店舗の閉鎖や転換が順次行われていった。
最後に残った本店のみナカウラとして営業が継続されたが、2007年1月21日に閉店し、建物も解体された。土地は売却され、新たに建つ建物には当初ラオックスが賃貸で入る予定となっており、本店の閉店も「一時閉店」としていたが、ラオックスの経営不振により紳士服量販店のAOKIが入ることになった。こうして、秋葉原の表舞台からナカウラの名前は消滅した。
ナカウラの取締役だった山下巌は、2007年から2009年にかけてラオックスの社長をつとめている。

## 沿革
- 1947年（昭和22年）6月 - 創業[8]。
- 1954年（昭和29年）9月 - 株式会社中浦電気商会設立[8]。
- 1962年（昭和37年）7月 - 株式会社ナカウラ商事設立[9]。
- 1974年（昭和49年）1月 - 株式会社でんきのナカウラに社名変更[8]。
- 1988年（昭和63年）4月 - 株式会社ナカウラに社名変更[8]。
- 1989年（平成元年） - 家電と外食の複合店を展開。ナカウラ商事が子会社のナカホーム、ナカフーズを設立。
- 1998年（平成10年）3月 - ラオックス株式会社がナカウラの全株式を取得、同社の傘下に入る。
- 2000年（平成12年）5月17日 - ナカウラ6号店開店。
- 2000年（平成12年）8月24日 - ナカウラ7号店開店。
- 2005年（平成17年）10月1日 - ラオックスがナカウラを吸収合併し、法人解散。
- 2007年（平成19年）1月21日 - ナカウラ本店閉店。

## かつて存在した店舗

### 秋葉原
- ナカウラ本店 - 2007年1月21日閉店後、建物を取り壊し。現在はAOKI。
- 駅前店 - ナカウラのWEBサイトで1970年（昭和45年）当時の写真が公開されていた[10]。
- ナカウラ工具センター - 同じく1970年（昭和45年）当時の写真と、新築の第2中栄ビルに移転した[注 1]1980年（昭和55年）当時の写真が公開されていた[10]。第2中栄ビルはナカウラ工具センターの閉店後、アジア無線秋葉原1号店となった。
- DUTY FREE NAKAURA - 本店の南隣の建物。閉店したザ・コンピュータGAME館の跡地に、ナカウラ運営の免税店として開店。2005年8月15日閉店し、アソビットキャラシティに転換された。
- ナカウラ2号店あんこう・パソコン・ビジュアル館 - うすやビル。2001年10月12日にザ・コンピュータMAC館が移転してくる形で改装されたが、引き続きナカウラが運営していた。
- ナカウラ3号店 - JR総武線高架下。2005年10月20日閉店後、ポケットプラスワンに転換された。
- ナカウラ5号店あんこう・パソコン・ゲーム館 - JR総武線高架下。2005年10月5日に閉店。その後ケンタッキーフライドチキンとなる。
- ナカウラ6号店 - 2000年5月17日開店、2002年9月29日閉店。その後アソビットシティ3番館が入居。2017年現在はフロントプレイス秋葉原の敷地の一部。
- ナカウラ7号店通信・パソコン専門店 - ラオックスデジタルスポット跡に2000年8月24日開店。

→ナカウラ7号店パーツSHOP - 通信・パソコン専門店を改装し、2001年10月頃開店したが短期間で閉店し、翌年1月にはラオックス買取センターが開店していた。2017年現在は6号店と同じくフロントプレイス秋葉原の敷地の一部。

### 外食との複合店
- 1989年7月、ナカウラ商事による新業態実験店として東京・神宮前に家電、雑貨の販売店とスパゲティレストランの複合店を開店[3]。
- 1989年7月、1階が家電店、2階がイタリア料理店の複合店を横浜市に開店[13]。
- 1989年8月、家電店と和食レストランを同じフロアに併設した複合店を東京・江東区に開店[14]。

## アンコウマークの由来
店頭でおなじみだったナカウラのアンコウのマークには、深海でのんびり、しっかり生活するチョウチンアンコウのように、現代社会においても時代のなかで自分を失うことなく、のんびり、しっかりと生活していこうというメッセージが込められていた。チョウチンの灯りの部分に電器製品を象徴させている。アンコウのマークは本店が新築開店した1971年当時から使われており、当初は3匹のアンコウが重なっているマークで、創業者の釣り仲間がデザインしたものであった。ナカウラの消滅まで長らく使われていたマークは3代目のもので1979年から使われていた。

## 広報活動

### CM
テレビ
アンコウ親子のキャラクターを使ったテレビCMが放映されており、スポンサーだった『クイズ・ドレミファドン!』（フジテレビ）の合間などに放映されていた。
ラジオ
- 『アフタヌーンジャズ』

1970年代、FM東京で日曜に放送されていた大野雄二と水沢有美がパーソナリティの番組で、同番組のスポンサーとなっていた。
番組テーマ曲「cue sheet」はパーソナリティの大野によって作曲され、演奏は大野がピアノ、横田年昭がフルートとバスフルート、稲葉国光がベース、小津昌彦がドラムを、それぞれ担当した。
因みに、オーディオ機器販促のために作られたオーディオルームのイメージサウンド「NAKAURA」は上記のメンバーによって作曲・演奏され、「cue sheet」とカップリングでソノシートが制作された。
その他
年末の帰省をモチーフにした映画「渋滞」にて、萩原健一演ずる主人公の藤林蔵が勤務する家電量販店として本店が登場した。

## 関連会社
- 株式会社ナカウラ商事 - 1962年7月設立[9]。ナカウラのグループ企業内でも新業態開発部門に位置づけられていた会社で、業務内容は雑貨や玩具の販売、飲食店経営など。雑貨店のグッドマン秋葉原店に本社を置いていた。グッドマン閉店で外神田二丁目7-9へ移転。
- ナカホーム - ナカウラ商事の子会社として1989年に設立したリフォーム業の会社[16]。
- ナカフーズ - ナカウラ商事の子会社として1989年に設立した外食産業の会社。ナカウラの複合店の外食部門を担当[16]。
- 株式会社ナカウラエステート - 1991年6月12日設立したナカウラの子会社で不動産賃貸業を営んでいた。2006年9月30日をもって清算[17]。